# Adrian Piórkowski
Adrian Piórkowski (ur. 1 grudnia 1987 w Płocku) – polski piłkarz ręczny grający na pozycji skrzydłowego, zawodnik Juranda Ciechanów. Brat Damiana.
Jest wychowankiem Wisły Płock. Grał w niej od 9 września 2006 roku do końca sezonu 2010/2011.

## Osiągnięcia
- Mistrzostwo Polski juniorów: 2006
- Wicemistrzostwo Polski juniorów: 2004
- Mistrzostwo Polski: 2008
- Wicemistrzostwo Polski: 2007, 2009
- Puchar Polski: 2007, 2008